# Weston McKennie
Weston James Earl McKennie (Little Elm, 28 de agosto de 1998) é um futebolista estadunidense que atua como meio-campista. Atualmente joga pela Juventus.

## Carreira

### Schalke 04

#### 2016–18

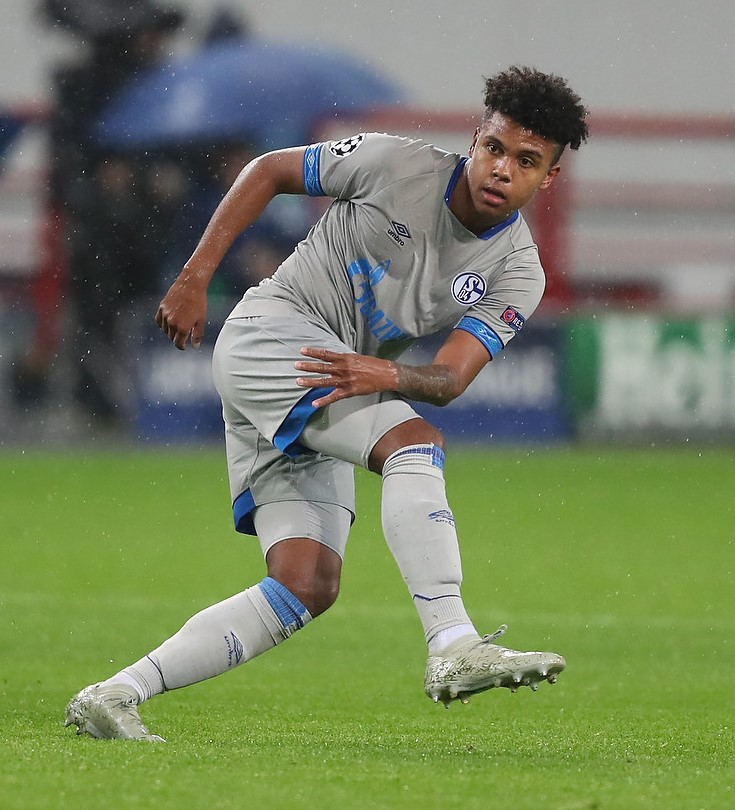
McKennie atuando pelo Schalke 04 em 2018

Em julho de 2016, McKennie rejeitou um contrato Homegrown (contrato profissional) com o Dallas. Já em agosto, acertou com o Schalke 04, onde se juntaria com os do Sub-19 do clube alemão.
Depois de passar menos de um ano na categoria de base do Schalke, McKennie foi promovido ao time principal em 18 de maio de 2017. Dois dias depois, em 20 de maio, ele fez sua estreia profissional no empate de 1 a 1 com o Ingolstadt 04, em jogo válido pela última rodada da Bundesliga. Esta foi sua única aparição profissional durante a temporada de 2016–17.
Durante a temporada 2017–18, em sua segunda temporada como profissional, McKennie consolidou seu lugar na equipe titular do Schalke aos 19 anos. Terminou a temporada com 25 participações em todas as competições, sendo 22 delas pela Bundesliga.

#### 2018–19
Na terceira temporada, estreou na Liga dos Campeões da UEFA, em 18 de setembro de 2018, num empate frente ao Porto, válido pelo primeiro rodada da fase de grupos da Liga dos Campeões. Após as excelentes atuações, ele renovou seu contrato com o Königsblauen no dia 27 de setembro, assinando um novo vínculo válido até 2022. O meia terminou a temporada com 33 partidas e dois gols no geral.

#### 2019–20
Em sua quarta temporada, McKennie fez um total de 28 partidas e marcou três gols pelo Schalke na Bundesliga. McKennie fez mais quatro aparições na Copa da Alemanha pelo clube.

#### Juventus
No dia 29 de agosto de 2020, foi emprestado por um ano à Juventus, clube da Serie A, pelo valor de 4,5 milhões de euros, com a opção de compra ao final da temporada. Com a mudança para a Itália, ele tornou-se o primeiro jogador norte-americano a atuar pela Velha Senhora e o quinto a jogar na Serie A. Apresentado oficialmente no dia 7 de setembro, o meia recebeu a camisa de número 14. McKennie estreou pela Juventus no dia 20 de setembro, na vitória por 3 a 0 contra a Sampdoria, válida pela Serie A.

## Seleção Nacional

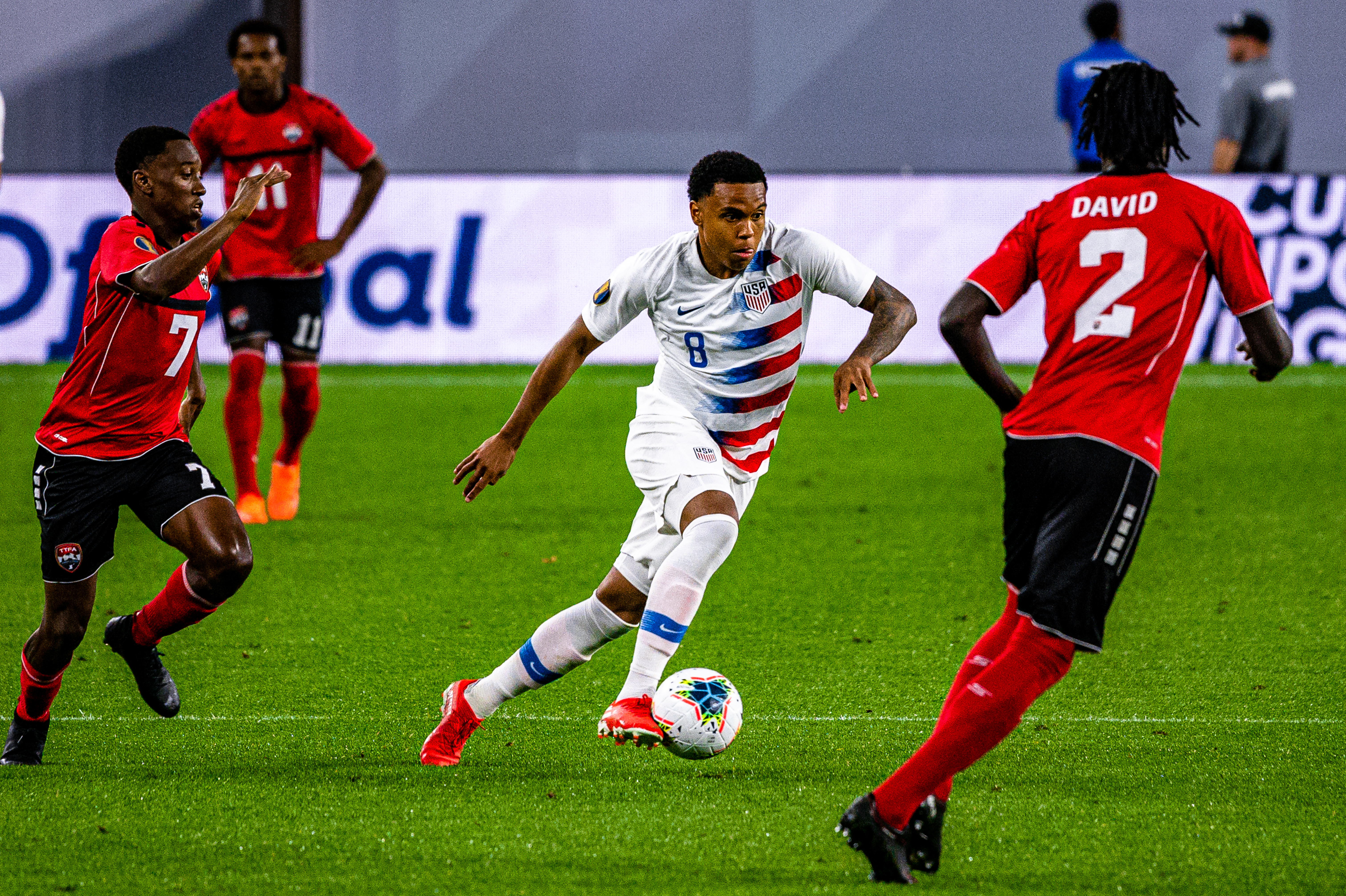
McKennie pela Seleção dos Estados Unidos na Copa Ouro da CONCACAF de 2019

McKennie jogou nas várias categorias de bases dos Estados Unidos, entre elas a Sub-17 e a Sub-20. O meia recebeu sua primeira convocação para a Seleção principal para um amistoso contra Portugal no dia 14 de novembro de 2017, onde teve boa atuação e marcou logo em sua estreia.
Convocado para a Copa Ouro da CONCACAF de 2019, foi importante na campanha do vice-campeonato dos Estados Unidos, onde marcou duas vezes, nas quartas de final contra Curaçau e nas semifinais contra a Jamaica.

## Estatísticas

### Clubes
Atualizadas até 19 de dezembro de 2020
| Clube                 | Temporada         | Campeonato nacional | Campeonato nacional | Campeonato nacional | Copa nacional | Copa nacional | Torneio da UEFA | Torneio da UEFA | Total | Total |
| Clube                 | Temporada         | Divisão             | Jogos               | Gols                | Jogos         | Gols          | Jogos           | Gols            | Jogos | Gols  |
| --------------------- | ----------------- | ------------------- | ------------------- | ------------------- | ------------- | ------------- | --------------- | --------------- | ----- | ----- |
| Schalke 04            | 2016–17           | Bundesliga          | 1                   | 0                   | 0             | 0             | —               | —               | 1     | 0     |
| Schalke 04            | 2017–18           | Bundesliga          | 22                  | 0                   | 3             | 0             | —               | —               | 25    | 0     |
| Schalke 04            | 2018–19           | Bundesliga          | 24                  | 1                   | 3             | 0             | 6               | 1               | 33    | 2     |
| Schalke 04            | 2019–20           | Bundesliga          | 28                  | 3                   | 4             | 0             | —               | —               | 32    | 3     |
| Schalke 04            | Total             | Total               | 75                  | 4                   | 10            | 0             | 6               | 1               | 91    | 5     |
| Juventus (empréstimo) | 2020–21           | Serie A             | 9                   | 1                   | 0             | 0             | 5               | 1               | 14    | 2     |
| Total da carreira     | Total da carreira | Total da carreira   | 86                  | 5                   | 10            | 0             | 11              | 2               | 106   | 7     |

1. ↑  Aparições na Liga dos Campeões da UEFA

### Seleção Estadunidense
Atualizadas até 30 de maio de 2021
| Seleção        | Ano   | Jogos | Gols |
| -------------- | ----- | ----- | ---- |
| Estados Unidos | 2017  | 1     | 1    |
| Estados Unidos | 2018  | 6     | 0    |
| Estados Unidos | 2019  | 12    | 5    |
| Estados Unidos | 2020  | 2     | 0    |
| Estados Unidos | 2021  | 1     | 0    |
| Total          | Total | 22    | 6    |

## Títulos
Juventus
- Supercopa da Itália: 2020
- Coppa Italia: 2020–21 e 2023–24

Seleção Estadunidense
- Liga das Nações da CONCACAF: 2019–20 e 2023–24

### Prêmios individuais
- Futebolista do Ano dos Estados Unidos: 2020[18]